# Grannpatrullen
Grannpatrullen (eng: The Watch) är en amerikansk science-fictionkomedifilm från 2012, i regi av Akiva Schaffer, producerad av Shawn Levy och skriven av Jared Stern, Seth Rogen och Evan Goldberg. Filmens huvudroller spelas av Ben Stiller, Vince Vaughn, Jonah Hill och Richard Ayoade.
Filmen hade biopremiär den 27 juli 2012 i USA och den 10 augusti i Sverige.

## Handling
Filmen handlar om fyra män som bor i samma kvarter i en stad i Ohio. Tillsammans bildar de en grannpatrull för att hålla gatorna i kvarteret trygga, och samtidigt få lite spänning i sina annars händelselösa liv. Men någonting står inte rätt till i förorten, de upptäcker att deras kvarter är fullt av utomjordingar som utger för att vara vanliga förortsbor. Grannpatrullen måste nu rädda inte bara kvarteret utan hela världen från undergång.

## Rollista
- Ben Stiller - Evan Trautwig
- Vince Vaughn - Bob McAllister
- Jonah Hill - Franklin
- Richard Ayoade-  Jamarcus
- Rosemarie DeWitt - Abby Trautwig
- Erin Moriarty - Chelsea McAllister
- Nicholas Braun - Jason
- Will Forte - Sergeant Bressman
- Doug Jones - Utomjording
- R. Lee Ermey - Manfred
- Billy Crudup - Läskig granne (cameo)

Regissör Akiva Schaffer  och hans kollegor i The Lonely Island, Andy Samberg samt Jorma Taccone gör cameoroller i filmen.